# باسل أوكونور
باسل أوكونور (بالإنجليزية: Basil O'Connor)‏ محامي أمريكي (ولد في 8 يناير 1892 في تونتون، ماساتشوستس) أسس بالتعاون مع الرئيس الأمريكي فرانكلين روزفلت مؤسستين لإعادة تأهيل مرضى شلل الأطفال والأبحاث المُتعلقة بالوقاية والعلاج من شلل الأطفال. وبين عامي 1944 - 1949، عمل كرئيساً ومديراً للصليب الأحمر الأمريكي، ومن عام 1945 حتى 1950، عمل كرئيساً لجامعة الصليب الأحمر.